# ニングタ・ベイレ
ニングタ・ベイレ (満文：ᠨᡳᠩᡤᡠᡨᠠᠪᡝᡳᠯᡝ, 転写：ningguta beile, 漢文：寧古塔貝勒/ 六王) は、都督フマンの六人の子に対する尊称。

## 概要
『清實錄』に拠れば、都督フマン (清興祖) に六子あり、この六人をニングタ・ベイレと呼んだ。第四子ギョチャンガ (ヌルハチ祖父) が拠ったヘトゥアラを中心として、近きは5里約2.9km、遠きは20里約11.5kmの距離に五人の兄弟がそれぞれ城を構えて分住したという。
| 名                                 | 地                                          | 子                                                 |
| ---------------------------------- | ------------------------------------------- | -------------------------------------------------- |
| 長子・デシク (德世庫desik)         | ギョルチャ (覺爾察giorca)                   | スヘチェン･ダイフ (蘇赫臣･代夫suhecen daifu)       |
| 長子・デシク (德世庫desik)         | ギョルチャ (覺爾察giorca)                   | タントゥ (譚圖tantu)                               |
| 長子・デシク (德世庫desik)         | ギョルチャ (覺爾察giorca)                   | ニヤングフィヤング (尼揚古･篇古niyanggu fiyanggū)  |
| 次子・リョチャン (劉闡/瑠闡liocan) | アハ･ホロ (阿哈河洛/阿哈和洛aha holo)       | ルフチェン (陸虎臣/禄瑚臣luhucen)                  |
| 次子・リョチャン (劉闡/瑠闡liocan) | アハ･ホロ (阿哈河洛/阿哈和洛aha holo)       | マニンゲ (馬寧格/瑪寧格maningge)                   |
| 次子・リョチャン (劉闡/瑠闡liocan) | アハ･ホロ (阿哈河洛/阿哈和洛aha holo)       | メントゥ (門圖/們圖mentu)                          |
| 三子・ソオチャンガ                 | ホロ･ガシャン (河洛噶善/和洛噶善holo gašan) | リタイ (李泰/ 禮泰litai)                           |
| 三子・ソオチャンガ                 | ホロ･ガシャン (河洛噶善/和洛噶善holo gašan) | ウタイ (吳泰/ 武泰utai)                            |
| 三子・ソオチャンガ                 | ホロ･ガシャン (河洛噶善/和洛噶善holo gašan) | チョキ･アジュグ (綽奇阿注庫/ 綽奇阿珠庫coki ajugu) |
| 三子・ソオチャンガ                 | ホロ･ガシャン (河洛噶善/和洛噶善holo gašan) | ロンドン (龍敦longdon)                             |
| 三子・ソオチャンガ                 | ホロ･ガシャン (河洛噶善/和洛噶善holo gašan) | フョンドン (飛永敦/ 斐揚敦fiongdon)                |
| 四子・ギョチャンガ                 | ヘトゥアラ                                  | リドゥン･バトゥル (禮敦巴圖魯lidun baturu)         |
| 四子・ギョチャンガ                 | ヘトゥアラ                                  | エルグウェン (額爾袞erguwen)                       |
| 四子・ギョチャンガ                 | ヘトゥアラ                                  | ジャイカン (界堪/齋堪jaikan)                       |
| 四子・ギョチャンガ                 | ヘトゥアラ                                  | タクシ                                             |
| 四子・ギョチャンガ                 | ヘトゥアラ                                  | タチャ･フィヤング (塔察篇古/塔察taca fiyanggū)     |
| 五子・ボオランガ                   | ニマラン (尼麻喇/尼瑪蘭nimalan)             | 隋痕                                               |
| 五子・ボオランガ                   | ニマラン (尼麻喇/尼瑪蘭nimalan)             | 巴孫巴圖魯                                         |
| 五子・ボオランガ                   | ニマラン (尼麻喇/尼瑪蘭nimalan)             | ドゥイチン (對秦duicin)                            |
| 五子・ボオランガ                   | ニマラン (尼麻喇/尼瑪蘭nimalan)             | レンデン (稜敦lengden)                             |
| 六子・ボオシ                       | ジャンギャ (章甲/章佳janggiya)              | カンギャ (康嘉kanggiya)                            |
| 六子・ボオシ                       | ジャンギャ (章甲/章佳janggiya)              | アハナ                                             |
| 六子・ボオシ                       | ジャンギャ (章甲/章佳janggiya)              | アドゥチ (阿篤齊aduci)                             |
| 六子・ボオシ                       | ジャンギャ (章甲/章佳janggiya)              | ドルホチ (多爾郭齊/多爾和齊dorhoci)                |

## 名称
満洲語「寧古塔ningguta」は数の「六」を表す「ninggun」に「ta」がついた「ninggun+ta」の約であるというのが通説であり、「ta」は一説には接尾辞「-da」の変化形で、首領、頭目などの意を表す。「貝勒beile」が爵位の一つに組み込まれるのは清代のことであり、それより早いヌルハチの時代には尊称として「王」の意を表した。従って「寧古塔ningguta 貝勒beile」はまた「六ningguta王beile」とも表記される。この考えに拠れば、ニングタ･ベイレの称は、一つの地域に六王が分住したことに因むということになる。
稻葉岩吉はこれに対し、別の説を挙げる。李氏朝鮮から派遣された申忠一なる人物がヌルハチの初めての居城フェ・アラを訪れた際に、その城の構造や住まう人の構成などを委細に記したが、その記述の中に「林古打」という河川の名称がみえる。この「林古打língǔdǎ」は明らかに「寧古塔nínggǔtǎ」の対音であり、同河川は現在の蘇子河を指していることから、当時蘇子河一帯を「林古打」と呼んでいたと推論することができる。従って、ニングタなる呼称は実際はその一帯を指す地名であって、都督フマン以前の建州部の名酋がニングタ・ベイレと呼ばれたのが相伝し、フマンの六子もそれに倣ってニングタ・ベイレと呼ばれ、たまたま「六ninggun」がその地名と一致したにすぎないとする。

### 典拠
1. ↑  “癸未歲萬曆11年1583至甲申歲萬曆12年1584段263”. 太祖高皇帝實錄. 1
2. ↑  “滿洲源流/癸未歲萬曆11年1583至甲申歲萬曆12年1584段13”. 滿洲實錄. 1
3. ↑  “淸初ヌルハチ王國の統治機構”. 一橋論叢 14 (2)).
4. ↑  “申忠一建州圖錄解說-四.”. 興京二道河子舊老城. pp. 61-66